# Klaus Keitel
Klaus Keitel (* 5. Februar 1939 in Naumburg) ist ein deutscher Politiker (CDU).

## Leben und Beruf
Seinen Bildungsweg absolvierte er an der Oberschule Franckesche Stiftungen in Halle (Saale), an der Fachschule für Finanzwirtschaft in Gotha und schließlich an der Martin-Luther-Universität in Halle-Wittenberg. Dort promovierte er auch. Von 1963 bis 1967 war er bei der Deutschen Notenbank ebenfalls in Halle tätig. Anschließend arbeitete er von 1967 bis 1990 in der Zucker- und Stärkeindustrie. Nach der Wende im Januar 1990 begann er schließlich eine journalistische Tätigkeit beim Reformhaus Halle.
Er ist evangelisch, verheiratet und hat drei Kinder.

## Politik / Partei
Seit Mai 1990 ist Klaus Keitel Mitglied der CDU.

## Abgeordneter
Von Beginn der 1. Wahlperiode (1990) bis zur 3. Wahlperiode (1998–2002) war er Mitglied des Landtags von Sachsen-Anhalt. Dort übte er von 1990 bis 1998 auch das Amt des Landtagspräsidenten aus. Zudem war er unter anderem Vorsitzender des Ausschusses für Finanzen und Vorsitzender des Unterausschusses für Rechnungsprüfung.

## Auszeichnungen
Klaus Keitel wurde am 31. Januar 2007 mit dem Verdienstorden des Landes Sachsen-Anhalt ausgezeichnet. Er war der erste Träger des neu eingeführten Ordens. Ministerpräsident Wolfgang Böhmer (CDU) hielt die Laudatio und sagte: „Mit diesem Orden, mit dieser Auszeichnung sollen seine großen Verdienste beim Aufbau demokratischer Strukturen in Sachsen-Anhalt und sein ehrenamtliches Engagement im Bereich des Behinderten- und Rehabilitationssportes in unserem Bundesland, für krebskranke Kinder und mehrfach behinderte Kinder in Halle und seine Arbeit in der Stiftung Rechtsstaat Sachsen-Anhalt gewürdigt werden.“